# Madonna col Bambino tra i santi Caterina e Nicola
Madonna col Bambino tra i santi Caterina e Nicola è un dipinto di Cima da Conegliano, databile 1510-17 e conservato nella Yale University of Art di New Haven.

## Descrizione
Il dipinto raffigura a sinistra santa Caterina d'Alessandria con una palma nella mano sinistra, al centro la Madonna col Bambin Gesù che si sporge verso sinistra, e a destra San Nicola di Bari con il bastone pastorale.